# Renault RE30C
Chronologie des modèles (1983)
Renault RE30B Renault RE40
La Renault RE30C est une monoplace de Formule 1 conçue par Renault Sport dans le cadre du championnat du monde de Formule 1 1983. La RE30C, évolution de la RE30B de 1982, ne dispute que les deux premiers Grands Prix de la saison, en attendant la finalisation de la RE40. Le Français Alain Prost et l'Américain Eddie Cheever, qui succède à René Arnoux, en sont les pilotes.

## Résultats en championnat du monde de Formule 1
| Saison | Écurie             | Moteur         | Pneus    | Pilotes       | Courses | Courses | Courses | Courses | Courses | Courses | Courses | Courses | Courses | Courses | Courses | Courses | Courses | Courses | Courses | Points inscrits | Classement |
| Saison | Écurie             | Moteur         | Pneus    | Pilotes       | 1       | 2       | 3       | 4       | 5       | 6       | 7       | 8       | 9       | 10      | 11      | 12      | 13      | 14      | 15      | Points inscrits | Classement |
| ------ | ------------------ | -------------- | -------- | ------------- | ------- | ------- | ------- | ------- | ------- | ------- | ------- | ------- | ------- | ------- | ------- | ------- | ------- | ------- | ------- | --------------- | ---------- |
| 1983   | Équipe Renault Elf | Renault EF1 V6 | Michelin |               | BRÉ     | EUO     | FRA     | SMR     | MON     | BEL     | EUE     | CAN     | GBR     | ALL     | AUT     | P-B     | ITA     | EUR     | AFS     | 79*             | 2e         |
| 1983   | Équipe Renault Elf | Renault EF1 V6 | Michelin | Alain Prost   | 7e      |         |         |         |         |         |         |         |         |         |         |         |         |         |         | 79*             | 2e         |
| 1983   | Équipe Renault Elf | Renault EF1 V6 | Michelin | Eddie Cheever | 13e     | Abd.    |         |         |         |         |         |         |         |         |         |         |         |         |         | 79*             | 2e         |

Légende : ici 

* 79 points marqués avec la Renault RE40.